# سینت جیمز (میشیگان)
سینت جیمز (به انگلیسی: St. James) یک منطقهٔ مسکونی در ایالات متحده آمریکا است که در میشیگان واقع شده‌است. سینت جیمز ۲٫۶۷ کیلومتر مربع مساحت و ۲۰۵ نفر جمعیت دارد و ۱۸۲٫۸۸ متر بالاتر از سطح دریا واقع شده‌است.